# 名古屋工学院専門学校
名古屋工学院専門学校（なごやこうがくいんせんもんがっこう）は、愛知県名古屋市熱田区神宮四丁目にある学校法人電波学園が運営する私立専修学校

## 概要
大学1校、短期大学1校、専修学校8校、高等学校1校、外国語学校1校、株式会社1社を擁する電波学園グループの母体として、1952年（昭和27年）創立以来、学園建学の精神である「社会から喜ばれる知識と技術をもち、歓迎される人柄を兼ね備えた人材を育成し、英知と勤勉な国民性を高め、科学技術、文化の発展に貢献する」を方針として、70年以上に渡り、教育活動をおこなってきた。現在は、コンピューター・IT、ゲーム・CG、映像・音響、電気、情報通信、機械・ロボット・CADの6分野22学科を有する愛知県認可の総合専門学校になっている。近年は、「ありがとう、と言われること。」をスローガンに掲げ、学生の満足度がさらに高くなるような学校づくりを目指している。

## 2023年度現在の設置学科

### 専門課程（第1専修）
- 情報総合学科（4年制）
- 情報システム科（3年制）
- AIイノベーション学科（3年制）
  - AIシステムコース
  - AIグローバルコミュニケーションコース
- 情報処理学科（2年制）
- 高度情報学科（2年制）
- ゲーム総合学科（4年制）
  - ゲームプログラミングコース
  - ゲームCGコース
- ゲームサイエンス学科（2年制）
- ゲームCG学科（2年制）
- ゲーム研究科（1年制）
  - ゲームプログラミングコース
  - ゲームCGコース
- 映像音響科（2年制）
  - 映像コース
  - 音響・照明コース
- 映像メディア科（2年制）
- 映像メディア研究科（1年制）
- 電気工学科（2年制）
- 電業技術学科（2年制）
- 電気工学研究科（1年制）
- 電子情報学科（2年制）
- IoT技術学科（2年制）
- 電子情報研究科（1年制）
- 機械工学科（2年制）
- 機械制御科（2年制）
- 機械CAD設計科（2年制）
- 産業技術研究科（1年制）

### 高等課程（第2専修）
- 普通科
  - 普通コース
  - 総合情報コース
- 電気科
  - 電気コース
  - 電子機械コース

## 概観

### 建学の精神
社会から喜ばれる知識と技術をもち、歓迎される人柄を兼ね備えた人材を育成し、英知と勤勉な国民性を高め科学技術、文化の発展に貢献する。

## 電波学園 理事長
- 初代：水野 恒治（創設者）
- 第2代：小川 明治

## 校長
- 初代：小川 義則
- 第2代：岩井 敬典

## 沿革
- 1952年 - 名古屋無線電信学校を開校。
- 1953年 - 名古屋無線電信学校を名古屋高等無線電信学校に改称。
- 1959年 - 学校法人電波学園を設立。
- 1969年 - 名古屋高等無線電信学校を名古屋電気通信工学院に改称。
- 1976年 - 学校教育法第82条の2（現：124条）に基づき専修学校として認可を受ける。
- 1991年 - 名古屋電気通信工学院を名古屋工学院専門学校に改称。
- 2014年 - 文部科学大臣告示により、「情報総合学科」「情報システム科」「情報処理学科」「ゲームCG学科」「電気工学科」「ロボティクス創造学科」「機械工学科」「機械CAD設計科」「映像音響科」が職業実践専門課程として認定。
- 2015年 - 文部科学大臣告示により、「ゲーム総合学科」「ゲームサイエンス学科」が職業実践専門課程として認定。
- 2016年 - 情報セキュリティ学科を設置。
- 2017年 - 高度情報学科を設置。
- 2019年 - AIシステム科を設置。
- 2020年 - IoT技術学科を設置。
- 2021年 - IT技術研究科、映像メディア研究科、産業技術研究科を設置。1号館リニューアル。
- 2022年 - 創立70周年を迎える。

## 2023年度現在の施設・設備
- スマホアプリ開発ラボ
- AI（人工知能）用ワークステーション
- Windowsラボ
- セキュリティラボ
- VR・モーションキャプチャー
- 3DCGラボ
- ゲームサイエンスラボ
- グラフィックラボ
- デッサン室
- アートスタジオ
- NKCイベントホール
- ノートパソコン無償貸与
- 高電圧試験装置
- 模擬送電線実験装置
- 高圧受電設備
- エコ校舎システム
- 発電機電動機実験装置
- スマートルーム
- オーディオ実習機器
- SmartRem
- IP電話実習装置
- マシニング
- NC加工機
- ロボット学習システム
- アーム付きシーケンス装置
- エンジン分解
- CAE解析
- 機械加工実習室
- チャレンジングロット
- ロボット技術開発室
- 3次元CAD室
- 3Dプリンタ
- AIロボットカー

## 主な資格取得
- 情報セキュリティスペシャリスト
- データベーススペシャリスト
- ネットワークスペシャリスト
- 応用情報技術者
- 基本情報技術者
- ITパスポート試験
- 第1種電気主任技術者
- 第2種電気主任技術者
- 第3種電気主任技術者
- 第一種電気工事士
- 第二種電気工事士
- エネルギー管理士
- 危険物取扱者
- 消防設備士
- ボイラー技士
- 1級施工管理技士
- 2級施工管理技士
- 第一級陸上無線技術士
- 第二級陸上無線技術士
- 第一級陸上特殊無線技士
- 工事担任者AI・DD総合種
- CCNA
- CCENT
- MCP
- MCA
- XML マスター
- 日本ベリサイン認定アソシエイト
- ORACLE MASTER
- MOS
- 情報デザイン試験
- 秘書技能検定
- 日商簿記検定
- CG-ARTS検定
  - CGエンジニア検定
  - CGクリエイター検定
- 色彩検定
- 映像音響処理技術者
- サウンドレコーディング技術認定試験
- 家電製品エンジニア
- 家電製品アドバイザー
- 3次元CAD利用技術者
- CAD利用技術者
- CADアドミニストレーター
- 機械設計技術者 など

## 2023年度現在の年間スケジュール
- 入学式・始業・第1回県人会（4月）
- 寮球技大会・合同企業説明会・教育懇談会（5月）
- リフレッシュデー（6月）
- 教育懇談会・前期末試験（7月）
- 夏休み（8月）
- 夏休み・東京ゲームショウ（9月）
- 学園祭・教育懇談会（10月）
- 全日本学生マイクロマウス大会・体育祭（2022年度はe-sports大会を実施）（11月）
- 名産会業界研究セミナー・冬休み（12月）
- 卒業試験・スキーとスノーボードツアー・第2回県人会（1月）
- 進級試験・卒業研究発表会・作品制作展・名産会企業研究セミナー（2月）
- 茶話会・卒業式・終業・総合企業説明会・春休み（3月）

## 基本データ

### 交通アクセス
- 名古屋市営地下鉄名城線 熱田神宮伝馬町駅下車、徒歩で約1分。
- 名鉄名古屋本線・常滑線 神宮前駅下車、徒歩で約7分。
- JR東海道本線 熱田駅下車、徒歩で約12分（スクールバスで約5分）。
- 名古屋市営バス「熱田伝馬町」バス停前。

## 電波学園 姉妹校
学校法人電波学園は、以下の学校を運営している。
- 愛知工科大学大学院
- 愛知工科大学
- 愛知工科大学自動車短期大学
- 東海工業専門学校金山校
- あいちビジネス専門学校
- あいち造形デザイン専門学校
- 名古屋外語・ホテル・ブライダル専門学校（2012年（平成24年）4月より「名古屋外語専門学校」から校名変更）
- あいち福祉医療専門学校
- ぎふ国際高等学校
- 東海工業専門学校熱田校高等課程
- あいちビジネス専門学校高等課程
- あいち造形デザイン専門学校高等課程
- あいち情報専門学校高等課程
- 愛知工科大学外国語学校

## 併修校

### 専門課程
- 愛知産業大学
- 産業能率大学
- 自由が丘産能短期大学

### 高等課程
- 名古屋たちばな高等学校

## 公式サイト
- 名古屋工学院専門学校
- 名古屋工学院専門学校高等課程
- 名古屋工学院専門学校ゲームCG関連学科
- 学校法人電波学園